# K League 2001
Die K-League 2001 war die neuntzehnte Spielzeit der höchsten südkoreanischen Fußballliga. Die Liga bestand aus zehn Vereinen. Sie spielten jeweils dreimal gegeneinander.

## Teilnehmende Mannschaften
folgende Mannschaften nahmen an der K-League 2001 teil:
| Verein                  | Ort       | Gründungsjahr | Heimspielstätte                                         | Vorjahresplatzierung |
| ----------------------- | --------- | ------------- | ------------------------------------------------------- | -------------------- |
| Bucheon SK              | Bucheon   | 1982          | Bucheon-Stadion                                         | Vizemeister          |
| Anyang LG Cheetahs      | Anyang    | 1983          | Anyang-Stadion Mokdong-Stadion                          | Meister              |
| Seongnam Ihlwa Chunma   | Seongnam  | 1989          | Seongnam-Stadion                                        | 3. Platz             |
| Pohang Steelers         | Pohang    | 1973          | Steel-Yard-Stadion                                      | 9. Platz             |
| Busan I'Cons            | Busan     | 1979          | Busan-Gudeok-Stadion                                    | 6. Platz             |
| Ulsan Hyundai Horang-i  | Ulsan     | 1983          | Ulsan-Gongseol-Stadion Ulsan-Munsu-Fußballstadion       | 10. Platz            |
| Jeonbuk Hyundai Motors  | Jeonju    | 1995          | Jeonju-Stadion                                          | 4. Platz             |
| Chunnam Dragons         | Gwangyang | 1995          | Gwangyang-Fußballstadion                                | 7. Platz             |
| Suwon Samsung Bluewings | Suwon     | 1996          | Suwon-Stadion Suwon-World-Cup-Stadion                   | 5. Platz             |
| Daejeon Citizen         | Daejeon   | 1997          | Daejeon-Hanbat-Sports-Komplex Daejeon-World-Cup-Stadion | 8. Platz             |

## Abschlusstabelle
| Pl. | Verein                  | Sp. | S  | U  | N  | Tore    | Diff. | Punkte |
| --- | ----------------------- | --- | -- | -- | -- | ------- | ----- | ------ |
| 1.  | Seongnam Ilhwa Chunma   | 27  | 11 | 12 | 4  | 035:200 | +15   | 45     |
| 2.  | Anyang LG Cheetahs (M)  | 27  | 11 | 10 | 6  | 030:230 | +7    | 43     |
| 3.  | Suwon Samsung Bluewings | 27  | 12 | 5  | 10 | 040:350 | +5    | 41     |
| 4.  | Busan I'Cons            | 27  | 10 | 11 | 6  | 038:330 | +5    | 41     |
| 5.  | Pohang Steelers         | 27  | 10 | 8  | 9  | 028:290 | −1    | 38     |
| 6.  | Ulsan Hyundai Horang-i  | 27  | 10 | 6  | 11 | 034:390 | −5    | 36     |
| 7.  | Bucheon SK              | 27  | 7  | 14 | 6  | 029:290 | ±0    | 35     |
| 8.  | Chunnam Dragons         | 27  | 6  | 10 | 11 | 028:330 | −5    | 28     |
| 9.  | Jeonbuk Hyundai Motors  | 27  | 5  | 10 | 12 | 023:330 | −10   | 25     |
| 10. | Daejeon Citizen         | 27  | 5  | 10 | 12 | 025:360 | −11   | 25     |

| (M) | Amtierender Meister: Anyang LG Cheetahs |